# Мокричник гібридний
Мокричник гібридний (Minuartia hybrida ~ Minuartia hypanica Klokov — Мінуарція бузька) — вид квіткових рослин родини гвоздичні (Caryophyllaceae).

## Опис
Однорічна трав'яниста рослина висотою 5–25 см, прямовисна, зі слабо розгалуженим стеблом. Листки досить жорсткі, шилоподібно-лінійні з довжиною до 12 мм. Квіти білі, 6 мм. Гермафродитні квіти радіально симетричні й містять 5 зелених, голих або коротко волохатих чашолистків від 3 до 5 мм в довжину і 5 білих, довгасто-яйцеподібних пелюсток, які ≈ ½ від довжини чашолистків. Період цвітіння з травня по липень. Плоди — саморозкривні капсули. Насіння червонувато-коричневе.

## Поширення
Батьківщина. Північна Африка: Алжир; Єгипет; Лівія; Марокко; Туніс. Кавказ: Вірменія; Азербайджан; Росія — Дагестан, Ставрополь, Волгоград. Азія: Таджикистан; Узбекистан; Афганістан; Кіпр; Іран; Ірак; Ізраїль; Йорданія; Ліван; Сирія; Туреччина; Пакистан. Європа: Україна [вкл. Крим]; Бельгія; Німеччина; Нідерланди; Словаччина; Швейцарія; Об'єднане Королівство; Албанія; Болгарія; Хорватія; Греція; Італія; Румунія; Словенія; Франція; Португалія; Іспанія; Гібралтар. Росте в піщаних і сухих або помірно вологих місцях.
Рослина знаходиться під охороною в Одеській області й представлена в Ботанічному саду НУБіП України

## Галерея

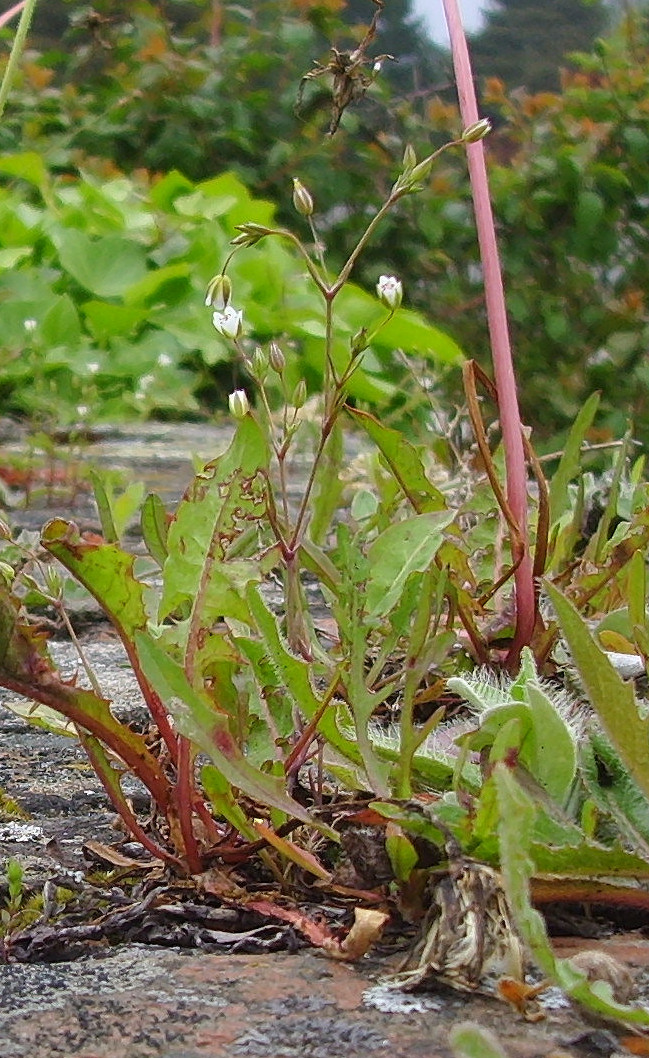
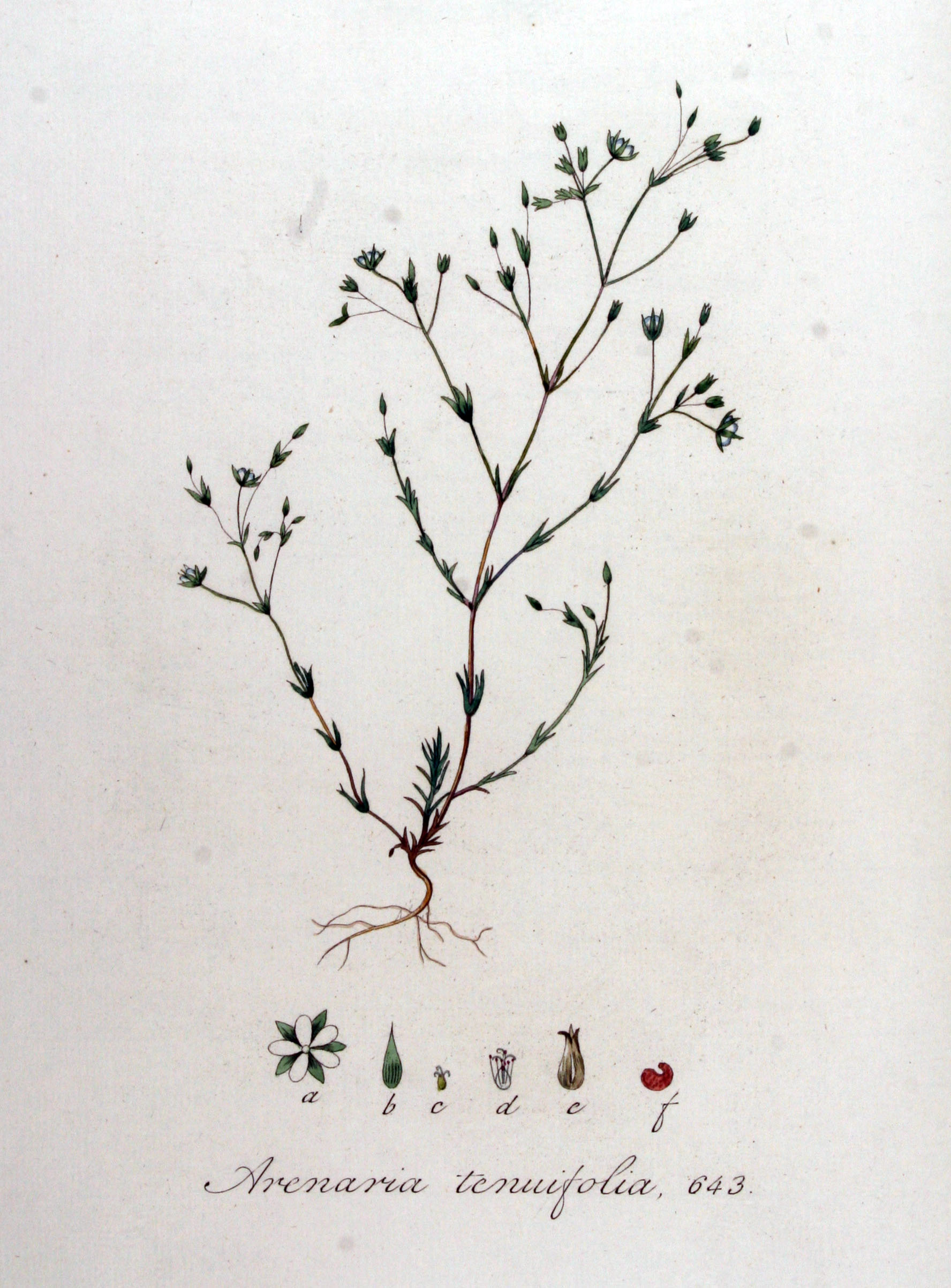